# رابعة السافي
رابعة السافي هي ممثلة ومذيعة برامج تونسية.

## أعمالها

### مسلسلات
- شوفلي حل
- كمنجة سلامة لحمادي عرافة وعلي اللواتي، 2007.
- عاشق السراب لالحبيب المسلماني وعلي اللواتي، (دور: سلمى)، 2009.
- نجوم الليل لمديح بالعيد وأمير الماجولي وجميل النجار وقيس ناجي ومهدي نصرة وسامية عمامي وسعد بن حسين وعبد الحكيم عليمي ومحرز حسني، (الجزء 1) 2009 (دور: هيفاء).
- ناعورة الهوا (الجزء 1) لمديح بالعيد وأنيس بن دالي ونازلي فريال القلال ومروة بن جميع وغانم الزرلي ورياض السمعلي وسناء البوعزيزي ونجيب عياد والتهامي الكشباطي، 2014 (دور: أسماء) (ضيفة شرف).
- ناعورة الهوا (الجزء 2) لمديح بالعيد ورياض السمعلي ونازلي فريال القلال وسناء البوعزيزي ومروة بن جميع ونجيب عياد والتهامي الكشباطي، 2015 (مشاركة في كتابة السيناريو).
- الأكابر لمديح بالعيد ومحمد عزيز هوام ومحمد علي دمق وحسام الساحلي، 2016 (دور: سوسن).
- فلاش باك (الجزء 1) (كتابة السيناريو) لمراد بالشيخ ورابعة السافي ونازلي فريال القلال، 2016.
- فلاش باك (الجزء 2) (فكرة أصلية) لمراد بالشيخ ورابعة السافي ونازلي فريال القلال، 2017.
- الدوامة لنعيم بن رحومة ومحمد علي ميهوب والحبيب المسلماني وخالد البرصاوي، 2017 (دور: الخادمة غالية)، الوطنية 1.
- لاڥاج (سيتكوم) لنبيل بالسيدة وسيف الدين ظريف ومريم بن جميع، 2018، (مسلسل كوميدي).

### الأفلام
- قدر لرابعة السافي ويونس الفارحي وإيمان بن حسين، 2022 (مشاركة في كتابة السيناريو).
- فيلم "هومو سابيان"، (دور: إيمين)، 2005 (إخراج: جاك مالاتار) (شريط وثائقي)

## روابط خارجية
- رابعة السافي على موقع IMDb (الإنجليزية)
- رابعة السافي على موقع قاعدة بيانات الأفلام العربية